# سلبریتی سیلهویت
سلبریتی سیلهویت (به انگلیسی: Celebrity Silhouette) یک کشتی است که طول آن ۳۱۵ متر (۱٬۰۳۳ فوت) می‌باشد. قیمت این کشتی ۶۴۰ میلیون دلار بوده و ظرفیت ۲۸۸۶ مسافر را دارد.